# Stausee Sohland

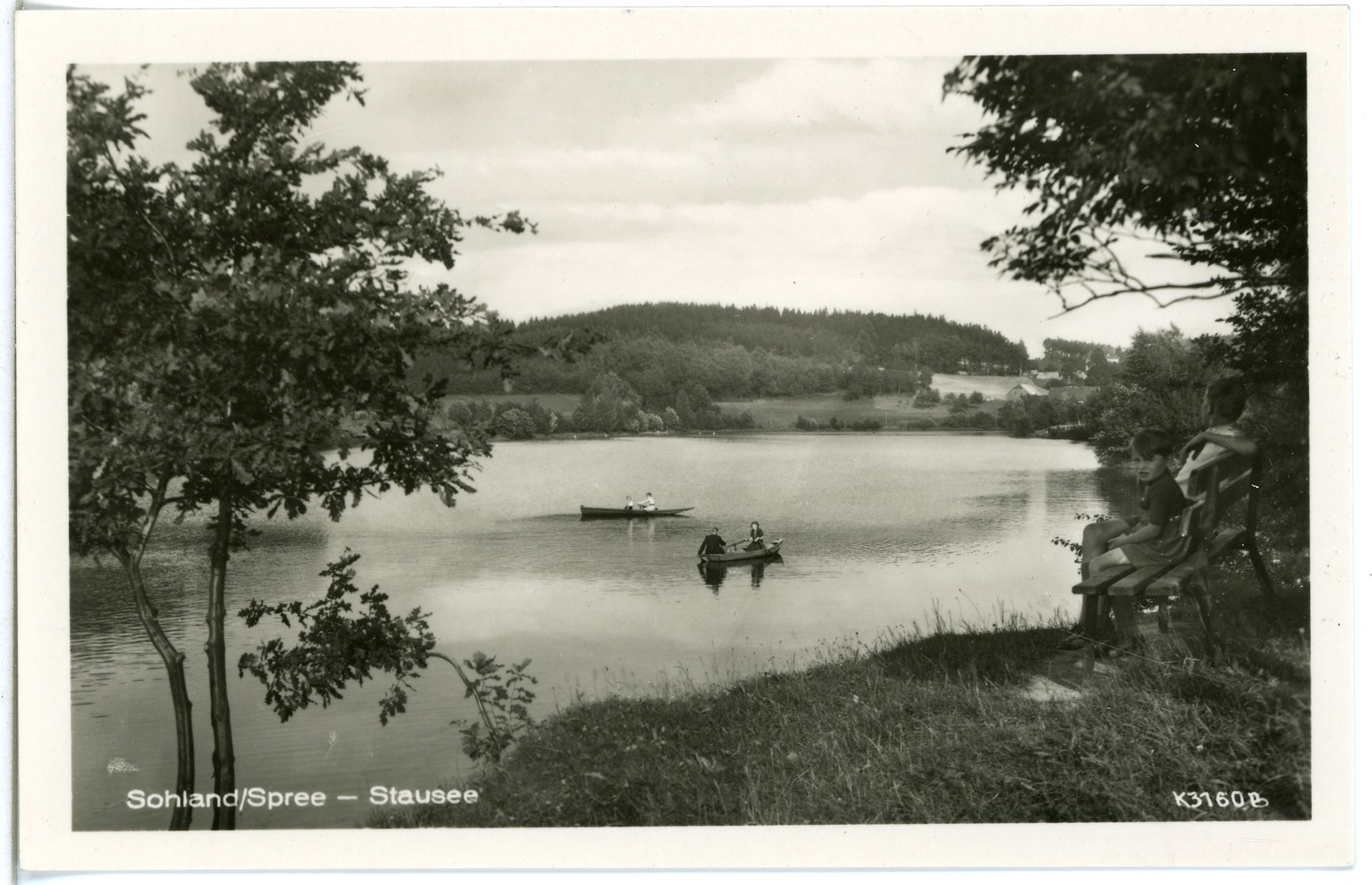
Der alte Stausee, 1953

Der Stausee Sohland ist eine Talsperre in Sohland an der Spree im sächsischen Landkreis Bautzen. Er wurde in den Jahren von 1937 bis 1941 zum Hochwasserschutz an der Spree errichtet. Weil der See immer wieder verlandete, wurde der Stau zeitweise aufgehoben, und die Spree floss lediglich durch. Zwischen 2001 und 2004 wurde die Spree westlich am See vorbei verlegt, und dieser wurde als Naherholungsgebiet neugestaltet. Gespeist wird er seitdem vom Ellersdorfer Wasser und vom Auenbach.

## Geographie

### Lage
Der Stausee liegt nördlich der Straßenbrücke der Bundesstraße 98 im Spreetal. Von Osten mündet neben dem „Biergarten am Stausee“ das Ellersdorfer Wasser und von Süden der Auenbach bzw. das Frühlingsthaler Wasser ein. Westlich fließt die Spree – durch einen Damm getrennt – am Stausee vorbei. Am nordwestlichen Ende des Sees befindet sich das Auslauf- und Hochwasserentlastungsbauwerk. Der Auslauf erfolgt bei Altscheidenbach durch eine Rohrleitung DN 500 in die Spree. Der Stausee liegt am Oberlausitzer Bergweg. Nordöstlich befinden sich auf einem Bergsporn die Reste der Sohlander Burg.
Nördlich erhebt sich der Mälzerberg (413 m), im Nordosten die Kälbersteine (487 m), östlich der Schloßberg (323 m) sowie südöstlich der Frühlingsberg (352 m).

### Nachbarorte
| Altscheidenbach |                                             | Ellersdorf       |
| Altscheidenbach | Kompassrose, die auf Nachbargemeinden zeigt |                  |
| Pilzdörfel      | Niedersohland                               | Wendisch-Sohland |

## Geschichte
Infolge der übermäßigen Regulierung bei Fugau und Taubenheim, bei einem vergrößerten Gefälle und einer erhöhten Fließgeschwindigkeit des Spreelaufes verstärkten sich ab 1930 die Hochwasserschäden in den darunterliegenden Flussabschnitten. Die Spreeunterhaltungsgenossenschaft sah deshalb das Erfordernis für den Bau eines Stausees. Als geeigneter Platz wurde eine 15 ha große Wiesenfläche bei Wendisch-Sohland ausgewählt.
Zwischen 1937 und 1941 wurde bei Altscheidenbach durch den Reichsarbeitsdienst an der Spree ein 80 m langer Staudamm mit einer Kronenbreite von 4 Metern errichtet. Dazu wurden 50.000 m³ Erdreich bewegt. Der 1,3 km lange und bis zu 200 m breite Stausee hatte eine maximale Tiefe von 6 m und eine Wasserfläche von 12,8 ha. Der Hochwasserabfluss wurde über eine selbsttätige, 25 m lange eiserne Stauklappe geregelt. Der Ausbaugrad ist sehr niedrig. Bereits während der Bauphase entstanden erste Zweifel am wasserwirtschaftlichen Nutzen der Talsperre mit einem Gesamtstauraum 220.000 m³ bei dem Jahreszufluss von 53,6 Mio. m³. 
Der Stausee wurde von der Sohlander Bevölkerung nach dem Zweiten Weltkrieg als Ausflugsziel angenommen und als Bootsteich genutzt. Für eine offizielle Nutzung als Badesee bestand kein Bedarf, da sich nur einen reichlichen Kilometer südwestlich das Mittelsohlander Freibad befand. Die während des Baus geäußerten Befürchtungen bewahrheiteten sich: Die 1947 erfolgte Spreeregulierung in Sohland führte dazu, dass der Stauraum noch mehr zum Sammelbecken für das durch den begradigten Bach transportierte Geschiebe wurde. Im Jahresdurchschnitt lagerten sich rund 7500 m³ Sedimente aus der Spree in dem Stausee ab. Mit der zunehmenden Verschmutzung des Flusses erlangte der Stausee zudem den Charakter eines Absetzbeckens und einer Flusskläranlage, die Geruchsbelästigungen auslöste. Etwa alle 15 Jahre war der Stausee vollständig verschlammt und musste kostenintensiv gesäubert werden. Letztmals entschlammt wurde er in den 1980er-Jahren. Im Herbst 1989 wurde der erneut stark verschlammte Stausee gesperrt, der Bootsverleih konnte jedoch 1990 wieder aufgenommen werden. Seit dieser Zeit entwickelte die Gemeinde Sohland ein Konzept für eine nachhaltige Sanierung des beliebten Sees. Im Jahr 2000 wurde der alte Stausee Sohland für immer abgelassen.
Auf der Grundlage eines Projektes der DBI-EWI Ingenieurgesellschaft Freiberg beauftragte die Landestalsperrenverwaltung Sachsen am 17. Dezember 2001 die Steinle-Bau GmbH in Löbau mit der Neugestaltung des Stausees als Naherholungszentrum der Gemeinde Sohland. Den Schwerpunkt des 2004 abgeschlossenen Projektes bildete neben der Sedimentberäumung die Anlage eines neuen, naturnah gestalteten, am Stausee vorbeiführenden Flussbettes der Spree auf 1,2 km Länge. Dabei wurde auch der Einlauf des Ellersdorfer Wassers in den Stausee naturnah gestaltet. Von der Spree wurde eine bedarfsweise Stauseezuspeisung geschaffen. Die beräumten Sedimente wurden zur Abdeckung der Deponie Niedercunnersdorf verwendet. Am Steilufer der Spree westlich des Stausees konnte der Eisvogel wiederangesiedelt werden. Am 17. September 2004 wurde die neue Talsperre Sohland als Naherholungszentrum eingeweiht. Die Anlage ist heute ein Naherholungszentrum mit Fest-, Grill- und Spielplätzen sowie einer Gaststätte mit Bootsverleih und Biergarten.
Der Stauraum ist 70 bis 150 m breit und 650 m lang, dabei durchschnittlich 2 m bis maximal 3 m tief, bei einer Wasserfläche von maximal 9,5 ha. 
Die nachhaltige Sanierung und Umgestaltung des Stausees Sohland wurde 2010 mit einer besonderen Erwähnung beim 
Sächsischen Staatspreis für Baukultur gewürdigt.